# 長崎県道41号諫早飯盛線
長崎県道41号諫早飯盛線（ながさきけんどう41ごう いさはやいいもりせん）は、長崎県諫早市を通る県道（主要地方道）である。

## 概要
諫早市宇都町から諫早市飯盛町後田に至る。
諫早市の中心部より南下する道路である。途中、国道57号と交差する。

### 路線データ
- 起点: 長崎県諫早市宇都町（宇都町交差点、国道207号交点）
- 終点: 長崎県諫早市飯盛町後田
- 総延長：12.3 km

## 歴史
- 1993年（平成5年）5月11日 - 建設省から、県道諫早飯盛線が諫早飯盛線として主要地方道に指定される[1]。

## 路線状況

### 道路施設

#### 橋梁
- 栗面橋（半造川、諫早市）
- 小多良橋（東大川、諫早市）
- 多良橋（諫早市）
- 宮の前橋（諫早市）
- 山口橋（山口川、諫早市）
- 中山橋（中山川、諫早市）
- 宮園橋（古野川、諫早市）

## 地理

### 通過する自治体
- 諫早市

### 交差する道路
| 交差する道路                         | 交差する場所 | 交差する場所        |
| ------------------------------------ | ------------ | ------------------- |
| 国道207号                            | 宇都町       | 宇都町交差点 / 起点 |
| 国道57号 国道251号 重複              | 栗面町       | 栗面町交差点        |
| 長崎県道125号諫早外環状線 / 島原道路 | 栗面町       | 栗面IC              |
| 国道251号                            | 飯盛町開     |                     |

### 交差する鉄道
- 長崎本線
- 島原鉄道線

### 沿線
- 長崎県立諫早商業高等学校
- 諫早市立上山小学校
- 諫早文化会館
- 杵の川酒造
- サテライト長崎（競輪場外車券売場）
- 諫早市立飯盛東小学校
- 諫早市役所飯盛支所
- 飯盛郵便局